# Don Kitchenbrand
Don Kitchenbrand (Germiston, Sudáfrica; 13 de agosto de 1933-16 de marzo de 2025) fue un futbolista de Sudáfrica que jugó en la posición de delantero.

## Carrera

### Club
| Periodo   | Club                   |
| --------- | ---------------------- |
| 1950      | Boksburg FC            |
| 1951–1955 | Delfos FC              |
| 1955–1958 | Rangers FC             |
| 1958–1960 | Sunderland AFC         |
| 1960      | Johannesburg Ramblers  |
| 1960      | Vereeniging Athletic   |
| 1961–1962 | Johannesburg Wanderers |
| 1962–1963 | Forfar Athletic FC     |
| 1963      | Keith FC               |

### Selección nacional
Jugó para Sudáfrica en una ocasión en marzo de 1956 en la derrota por 1-2 ante Escocia en un partido amistoso en Ibrox Stadium.

## Logros
- Primera División de Escocia (1): 1955/56[10]